# 拉加雷讷新城
拉加雷讷新城（法語發音：[vilnœv la ɡaʁɛn] ⓘ），法国中北部城市，法兰西岛大区上塞纳省的一个市镇，隶属于楠泰尔区，其市镇面积为3.2平方公里，2022年1月1日时人口数量为25,566人，在法国城市中排名第373位。
拉加雷讷新城位于上塞纳省北部，塞纳河左岸，隔河与塞纳-圣但尼省相望，是巴黎北部的一个卫星城以及大巴黎都会区的组成部分，距离巴黎市区西北约6公里，通过巴黎公交137路和177路与其相连，另有法兰西岛有轨电车1号线经过境内。

## 地名来源
拉加雷讷新城成立于1929年4月9日，是该省最后成立的市镇，由热讷维利耶分离而设。其中"新城"是相对于热讷维利耶的老城区而言；“拉加雷讷”（la garenne）在法语中意为“养兔林”。

## 历史

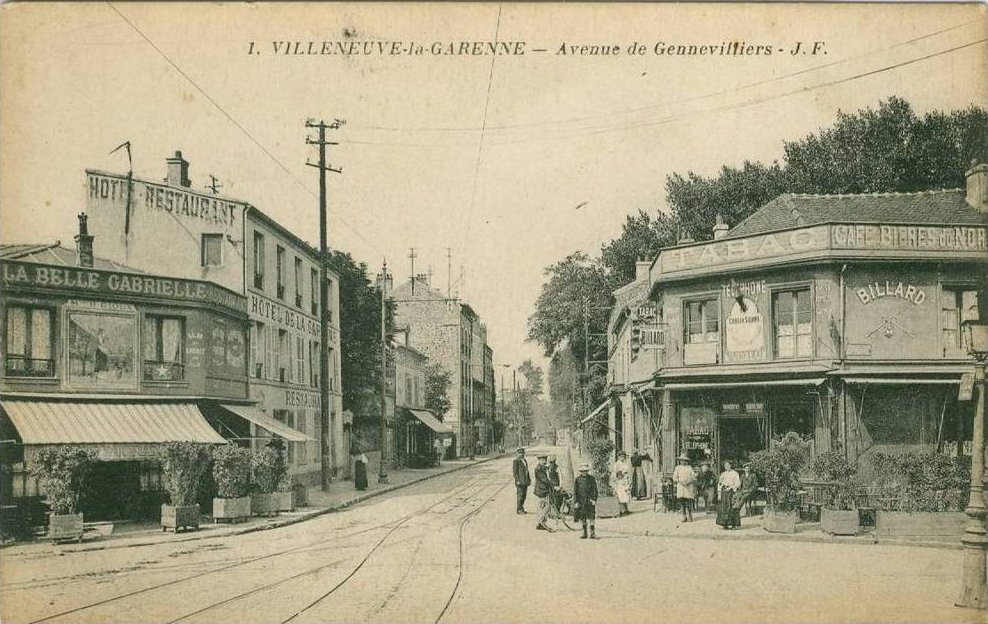
20世纪30年代的热讷维利耶大道
（今凡尔登大道）

拉加雷讷新城所处区域的早期历史尚有待考证。中世纪时，该地长期为法兰西岛行省的一部分。法国大革命后，该区域成为热讷维利耶市镇的一部分，隶属于巴黎省（1801年更名为“塞纳省”）。工业革命期间，该地人口数量有所增加。1886年，当地出现首次民众请愿，要求地方自治。法国历史上的重要豪华汽车配件供应商阿列斯原厂址位于拉加雷讷新城境内，建成于1903年，于1938年破产。1910年1月的塞纳河洪水期间，拉加雷讷新城地区受到严重影响，当地多处街道及居民区被淹没。拉加雷讷新城于二战后大规模开发，成为了巴黎北郊重要的居住区。1968年，塞纳省撤销，拉加雷讷新城被划入新成立的上塞纳省，其市镇编码也由75078改为92078。
在行政区划方面，1967-2014年间，拉加雷讷新城还单独组成了一个县（法語：Canton）。2015年，根据法国行政区划调整方案，原拉加雷讷新城县整体并入相邻的热讷维利耶县，并仅保留省级选举票选的功能。

## 地理

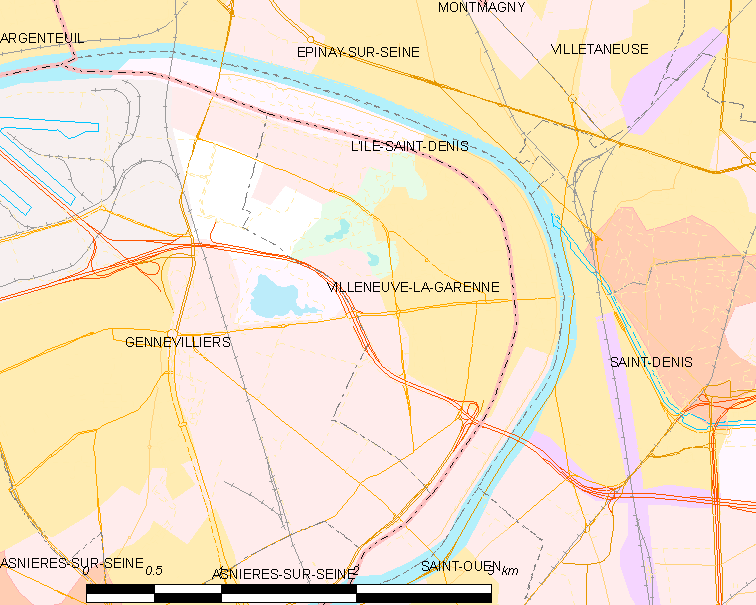
拉加雷讷新城市镇范围地图

拉加雷讷新城位于法国中北部，法兰西岛大区中北部和上塞纳省北部，距离省会楠泰尔大约12公里。与拉加雷讷新城接壤的市镇包括：热讷维利耶、利勒圣但尼。

### 地形
拉加雷讷新城位于巴黎盆地腹地，境内以平原为主，市镇中心位于地势较为平坦的塞纳河冲积平原上，全境海拔在22到31米之间。

### 水文
拉加雷讷新城位于塞纳河流域范围内，其干流自西南转向西北呈反“C”字形流经境内东部，其左岸历史上曾有多处洪水遗留下来的塘湖，后在城市发展过程中逐渐消失。

### 植被
拉加雷讷新城属于温带阔叶混交林区，尚特赖讷公园（Parc de Chanteraine）是当地主要的城市绿地公园，常年免费向公众开放。
在鲜花城市的评比中，拉加雷讷新城被评为3星级鲜花城市。

### 气候
拉加雷讷新城在柯本气候分类法中属于温带海洋性气候，夏季温和，冬季偏冷，偶有极端天气出现。因地处人口稠密的法兰西岛大区腹地，城市热岛效应明显，冬季偶有空气污染。
距离拉加雷讷新城最近的气象站位于巴黎-勒布尔热机场，距离拉加雷讷新城以东大约10公里，以下为该气象站的数据。
| 勒布尔热 1981年－2019年 | 勒布尔热 1981年－2019年 | 勒布尔热 1981年－2019年 | 勒布尔热 1981年－2019年 | 勒布尔热 1981年－2019年 | 勒布尔热 1981年－2019年 | 勒布尔热 1981年－2019年 | 勒布尔热 1981年－2019年 | 勒布尔热 1981年－2019年 | 勒布尔热 1981年－2019年 | 勒布尔热 1981年－2019年 | 勒布尔热 1981年－2019年 | 勒布尔热 1981年－2019年 | 勒布尔热 1981年－2019年 |
| 月份                    | 1月                     | 2月                     | 3月                     | 4月                     | 5月                     | 6月                     | 7月                     | 8月                     | 9月                     | 10月                    | 11月                    | 12月                    | 全年                    |
| ----------------------- | ----------------------- | ----------------------- | ----------------------- | ----------------------- | ----------------------- | ----------------------- | ----------------------- | ----------------------- | ----------------------- | ----------------------- | ----------------------- | ----------------------- | ----------------------- |
| 历史最高温 °C（°F）     | 16.1 (61.0)             | 20.8 (69.4)             | 24.7 (76.5)             | 31.9 (89.4)             | 35 (95)                 | 36.9 (98.4)             | 42.1 (107.8)            | 40.2 (104.4)            | 35 (95)                 | 29.4 (84.9)             | 21.3 (70.3)             | 17.2 (63.0)             | 42.1 (107.8)            |
| 平均高温 °C（°F）       | 7 (45)                  | 8.2 (46.8)              | 12 (54)                 | 15.3 (59.5)             | 19.2 (66.6)             | 22.4 (72.3)             | 25.1 (77.2)             | 25 (77)                 | 21.1 (70.0)             | 16.3 (61.3)             | 10.7 (51.3)             | 7.4 (45.3)              | 15.8 (60.4)             |
| 日均气温 °C（°F）       | 4.3 (39.7)              | 4.9 (40.8)              | 7.9 (46.2)              | 10.5 (50.9)             | 14.3 (57.7)             | 17.3 (63.1)             | 19.6 (67.3)             | 19.4 (66.9)             | 16.1 (61.0)             | 12.3 (54.1)             | 7.6 (45.7)              | 4.9 (40.8)              | 11.6 (52.9)             |
| 平均低温 °C（°F）       | 1.7 (35.1)              | 1.6 (34.9)              | 3.9 (39.0)              | 5.7 (42.3)              | 9.4 (48.9)              | 12.2 (54.0)             | 14.2 (57.6)             | 13.9 (57.0)             | 11.1 (52.0)             | 8.3 (46.9)              | 4.5 (40.1)              | 2.3 (36.1)              | 7.4 (45.3)              |
| 历史最低温 °C（°F）     | −18.2 (−0.8)            | −16.8 (1.8)             | −9.6 (14.7)             | −3.7 (25.3)             | −1.6 (29.1)             | 0.9 (33.6)              | 3.5 (38.3)              | 1.9 (35.4)              | 0.1 (32.2)              | −5.6 (21.9)             | −9.5 (14.9)             | −15.1 (4.8)             | −18.2 (−0.8)            |
| 平均降水量 mm（）       | 49.6 (1.95)             | 42 (1.7)                | 50.2 (1.98)             | 49.8 (1.96)             | 61.1 (2.41)             | 55 (2.2)                | 59.2 (2.33)             | 49 (1.9)                | 49.3 (1.94)             | 64.8 (2.55)             | 50.9 (2.00)             | 59.8 (2.35)             | 640.7 (25.22)           |
| 月均日照時數            | 62                      | 75.1                    | 125                     | 165.8                   | 193.3                   | 206.9                   | 215.7                   | 206.2                   | 160.2                   | 111.2                   | 65.1                    | 50.8                    | 1,637.3                 |
| 来源：infoclimat.fr     |                         |                         |                         |                         |                         |                         |                         |                         |                         |                         |                         |                         |                         |

## 行政区划
拉加雷讷新城的市镇编号为92078，邮政编号为92390。
在行政管理方面，拉加雷讷新城隶属于法国法兰西岛大区上塞纳省楠泰尔区；在地方选举方面，拉加雷讷新城隶属于热讷维利耶县，其市镇范围全境被划入上塞纳省第一选区；在社会管理方面，拉加雷讷新城是大巴黎都会区和北部塞纳河湾公共土地管理局的组成部分。
拉加雷讷新城市镇被划为以下六个街区，并实行街区自治制度：
- 波南-尚特赖讷（Ponant/Chanteraines）
- 让·穆兰-西斯莱（Jean-Moulin/Sisley）
- 卡拉韦勒·沙永（Caravelle/Chaillon）
- 高地与旧河谷底（Haut et Fond-de-la-Noue）
- 市中心（Centre-ville）
- 塞纳河岸-伽利略（Rive de Seine/Gallieni）

拉加雷讷新城的2029休息区（AIRE 2029）街区为城市政策优先街区。
法国国家统计与经济研究所（简称）在进行数据统计时，将拉加雷讷新城及相邻的另外428个市镇设为巴黎城市核心区（2020年扩充至431个），并将包括核心区在内的周边共1,794个市镇划为巴黎城市区。自2020年起，巴黎城市区被包含1,949个市镇的巴黎城市辐射区代替。此外，还将拉加雷讷新城市镇分为了11个“块区”（IRIS），以便于统计人口分布情况。

## 交通

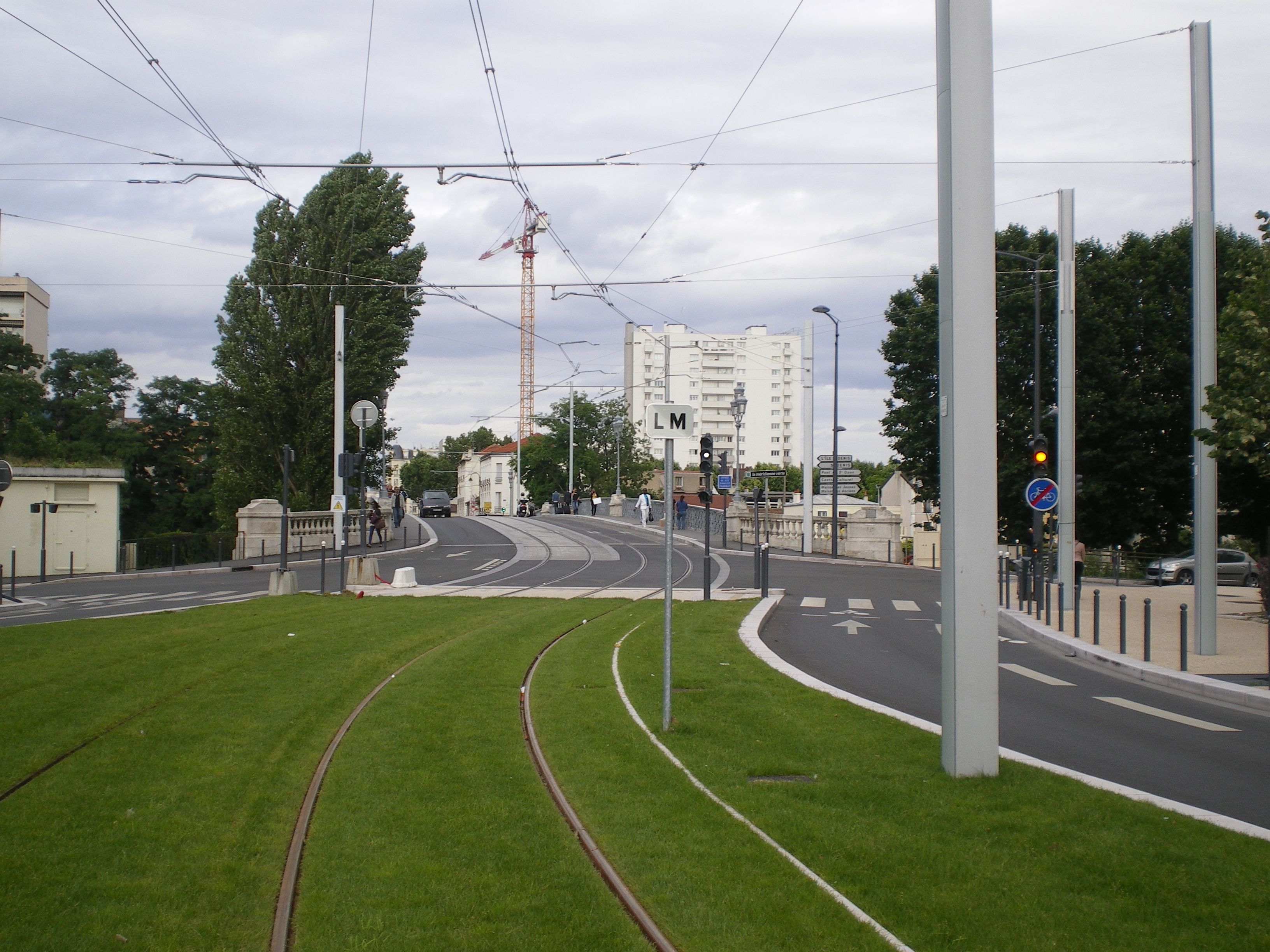
法兰西岛有轨电车1号线拉加雷讷新城段

### 公路
A86高速公路（环线）经过拉加雷讷新城并设有6号出入口。拉加雷讷新城境内的大部分道路已完成城市化改造，配有照明、排水等设施。
| 6 | 1 |

| 7 | 1 |

| 楠泰尔 | 14 |

| 库尔伯瓦 | 8 |

| 圣但尼 | 4 |

| 塞纳河畔圣旺 | 3 |

| 阿涅尔 | 5 |

| 克利希 | 5 |

2019年，57.3%的拉加雷讷新城家庭拥有至少一辆私人汽车。2019年，拉加雷讷新城境内共发生各类交通事故64起，造成71人受伤，其中2人重伤。

### 铁路
拉加雷讷新城距离巴黎圣拉扎尔站、巴黎北站和巴黎东站的最短公路里程均在8公里以内。

### 航空
距离拉加雷讷新城最近的民用航空站为巴黎戴高乐机场，距离拉加雷讷新城市中心的公路里程约21公里。

### 城市公共交通
法兰西岛有轨电车1号线经过拉加雷讷新城境内，并设有三个车站。此外巴黎公交137路、177路、261路和N51路可连接拉加雷讷新城和其周边地区。
| 途经拉加雷讷新城境内的主要公共交通线路 |        | |
| 类型                                   | 运营商 | 线路 |
| 有轨电车                               | RATP   | ：阿涅尔-四路 ↔ 阿涅尔-热讷维利耶-莱库尔蒂耶 ↔ 坦博 ↔ 热讷维利耶站 ↔ 莱勒尼耶 ↔ 拉努 ↔ 拉加雷讷新城市政府 ↔ 利勒圣但尼 ↔ 圣但尼站 ↔ 圣但尼集市 ↔ 圣但尼大教堂 ↔ 拉库尔讷沃-六路 ↔ 拉库尔讷沃市政厅 ↔ 拉库尔讷沃1945年5月8日 ↔ 博比尼巴勃罗·毕加索 ↔ 邦迪桥 ↔ 努瓦西勒塞克站 |
| 公共汽车                               | RATP   | 137：克利尼昂库尔门-克鲁瓦塞 ↔ 昂热丽克·孔潘 ↔ 热拉尔·德内瓦尔 ↔ 加里波第-奥蒂诺 ↔ 圣旺市政府 ↔ 塞纳河边街 ↔ 马塞尔·保罗大道 ↔ 四道口 ↔ 邦加尔德 ↔ 莫里斯·拉韦尔 ↔ 拉努 ↔ 球场 ↔ 保罗·埃贝广场 ↔ 拉加雷讷新城北部工业区 177：阿涅尔-热讷维利耶-加布里埃尔·佩里 ↔ 快铁勒格雷西永站 ↔ 四道口 ↔ 邦加尔德 ↔ 莫里斯·拉韦尔 ↔ 拉加雷讷新城市政府 ↔ 让·穆兰 ↔ 保罗·埃贝广场 ↔ 拉加雷讷新城北部工业区 261：邦加尔德 ↔ 拉努 ↔ 省级公园 ↔ 拉加雷讷新城北部工业区 ↔ 吉尔贝·博纳迈松 ↔ 快铁圣格拉蒂安站-居纳梅尔 ↔ 萨努瓦站-福煦元帅 ↔ 甘必大 ↔ 让·穆兰初级中学 ↔ 弗朗孔维尔教堂 ↔ 快铁弗朗孔维尔-勒普莱西布沙尔站 |
| 公共汽车                               | (N)    | N51：巴黎圣拉扎尔站 ↔ 克利希门 ↔ 克利希市政厅 ↔ 阿涅尔-热讷维利耶-加布里埃尔·佩里 ↔ 阿涅尔-热讷维利耶-莱库尔蒂耶 ↔ 坦博 ↔ 热讷维利耶站 ↔ 莱勒尼耶 ↔ 拉努 ↔ 拉加雷讷新城市政府 ↔ 利勒圣但尼 ↔ 港口街 ↔ 埃皮奈-维勒塔讷斯站 ↔ 塞纳河畔埃皮奈站 ↔ 昂甘莱班站 |
| 1.                                     |        | |

## 政治

### 市政内阁

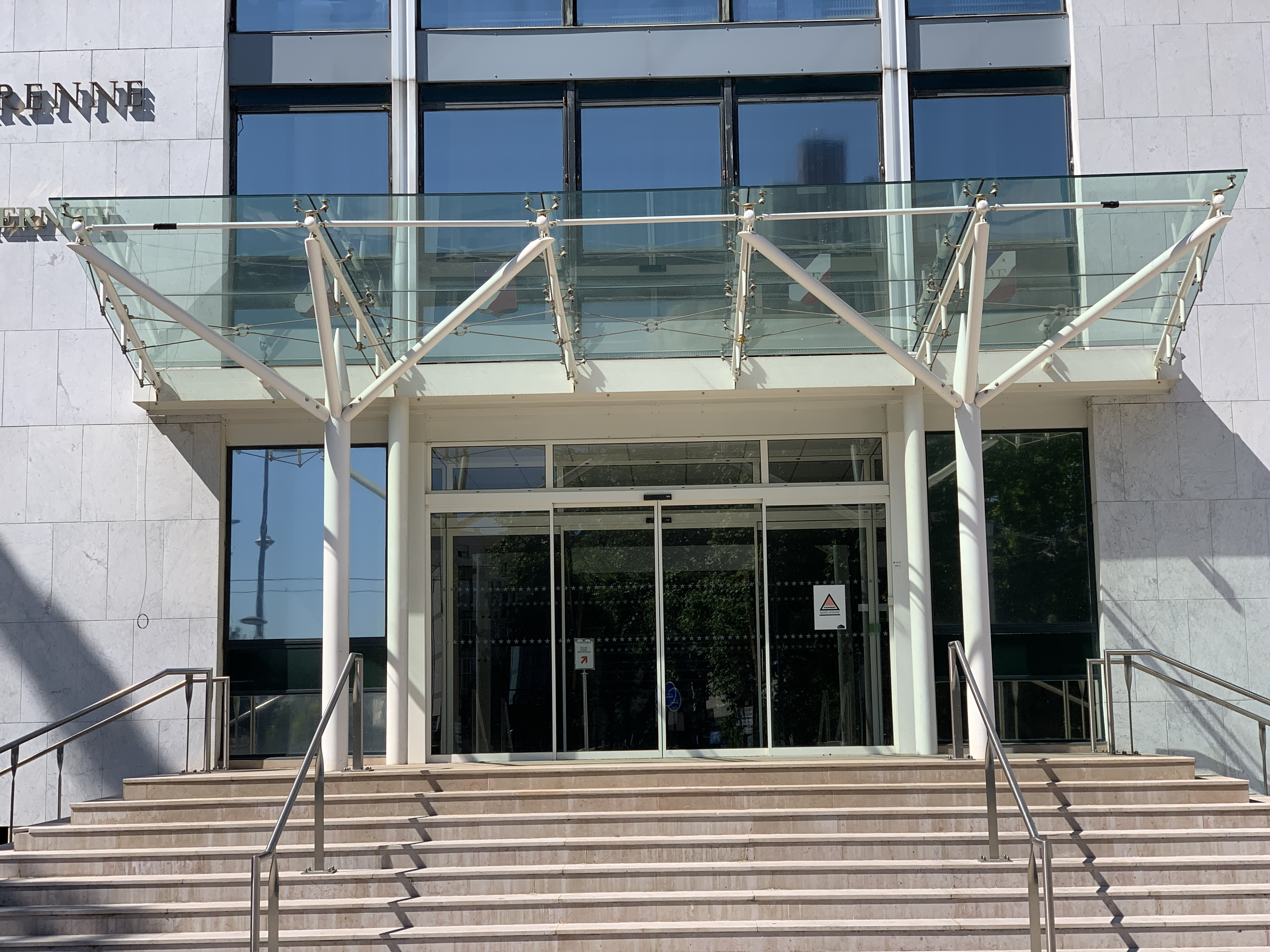
拉加雷讷新城市政厅

拉加雷讷新城的现任市长为帕斯卡尔·珀兰先生（Pascal PELAIN），他是一名中间派，在2020年的市政选举中获得了49.11%的支持率。
| 拉加雷讷新城历届市长 | 拉加雷讷新城历届市长                       | 拉加雷讷新城历届市长                     |
| 任期                 | 市长                                       | 党派                                     |
| -------------------- | ------------------------------------------ | ---------------------------------------- |
| 1945年－1947年       | Gaston DELEURENCE 加斯东·德勒朗斯          | PCF法国共产党                            |
| 1947年－1953年       | Lucien GEORGE 吕西安·乔治                  | SFIO工人国际法国支部                     |
| 1953年－1999年       | Roger PRÉVOT 罗歇·普雷沃                   | UDF法国民主联盟                          |
| 1999年－2019年       | Alain-Bernard BOULANGER 阿兰-贝尔纳·布朗热 | DVD右翼无党派人士 →LR共和黨              |
| 2019年－2020年       | Alain BORTOLAMEOLLI 阿兰·博尔托拉梅奥利    | LR共和黨                                 |
| 2020年－             | Pascal PELAIN 帕斯卡尔·珀兰                | UDI民主人士和独立人士联盟 →DVC混杂中间派 |

### 各级选举
| 拉加雷讷新城历届投票选举结果 | 拉加雷讷新城历届投票选举结果 | 拉加雷讷新城历届投票选举结果 | 拉加雷讷新城历届投票选举结果 | 拉加雷讷新城历届投票选举结果  | 拉加雷讷新城历届投票选举结果 | 拉加雷讷新城历届投票选举结果 | 拉加雷讷新城历届投票选举结果  | 拉加雷讷新城历届投票选举结果 | 拉加雷讷新城历届投票选举结果 |
| 选举项目                     | 选举范围                     | 选区单位                     | 选区单位内的选举结果         | 选区单位内的选举结果          | 选区单位内的选举结果         | 选区单位内的选举结果         | 选区单位内的选举结果          | 选区单位内的选举结果         | 参考资料                     |
| 选举项目                     | 选举范围                     | 选区单位                     | 第一轮胜出者                 | 第一轮胜出者                  | 支持率                       | 第二轮胜出者                 | 第二轮胜出者                  | 支持率                       | 参考资料                     |
| ---------------------------- | ---------------------------- | ---------------------------- | ---------------------------- | ----------------------------- | ---------------------------- | ---------------------------- | ----------------------------- | ---------------------------- | ---------------------------- |
| 2017年法國總統選舉           | 法國                         | 市镇                         |                              | 让-吕克·梅朗雄                | 36.51%                       |                              | 埃马纽埃尔·马克龙             | 80.26%                       | [ 24 ]                       |
| 2017年法国立法选举           | 上塞纳省第一选区             | 市镇                         |                              | 伊希娅·卡尔菲                 | 33.78%                       |                              | 伊希娅·卡尔菲                 | 50.6%                        | [ 24 ]                       |
| 2019年欧洲议会选举           | 法國                         | 市镇                         |                              | 纳塔莉·卢瓦索                 | 19.13%                       | （不适用）                   | （不适用）                    | （不适用）                   | [ 26 ]                       |
| 2021年法国省级选举           | 上塞纳省                     | 县                           |                              | 德尼·达特沙里 纳迪娅·穆阿迪娜 | 52.29%                       |                              | 德尼·达特沙里 纳迪娅·穆阿迪娜 | 83.21%                       | [ 27 ]                       |
| 2021年法国省级选举           | 上塞纳省                     | 市镇                         |                              | 德尼·达特沙里 纳迪娅·穆阿迪娜 | 23.48%                       |                              | 德尼·达特沙里 纳迪娅·穆阿迪娜 | 75.78%                       | [ 27 ]                       |
| 2021年法国大区选举           | 法蘭西島大區                 | 市镇                         |                              | 瓦莱丽·佩克雷斯               | 36.78%                       |                              | 瓦莱丽·佩克雷斯               | 42.79%                       | [ 28 ]                       |
| 2022年法国总统选举           | 法國                         | 市镇                         |                              | 让-吕克·梅朗雄                | 55.69%                       |                              | 埃马纽埃尔·马克龙             | 74.79%                       | [ 24 ]                       |
| 2022年法国立法选举           | 上塞纳省第一选区             | 市镇                         |                              | 埃尔莎·福西永                 | 49.98%                       |                              | 埃尔莎·福西永                 | 68.85%                       | [ 24 ]                       |

## 人口
2019年，拉加雷讷新城市镇人口数量为24,097，在法国排名第373位。其中男性11,665人，女性12,432人，75岁及以上人口占5.2%，外籍人口数量为4,779人，人口密度为7,530人/平方公里，当地居民被称为（男性）或（女性）。2020年，拉加雷讷新城境内出生378人，死亡人口176人。
| 拉加雷讷新城1901年－2019年人口变化情况 |
|                                        |
| 数据来源：Cassini、INSEE               |

## 经济

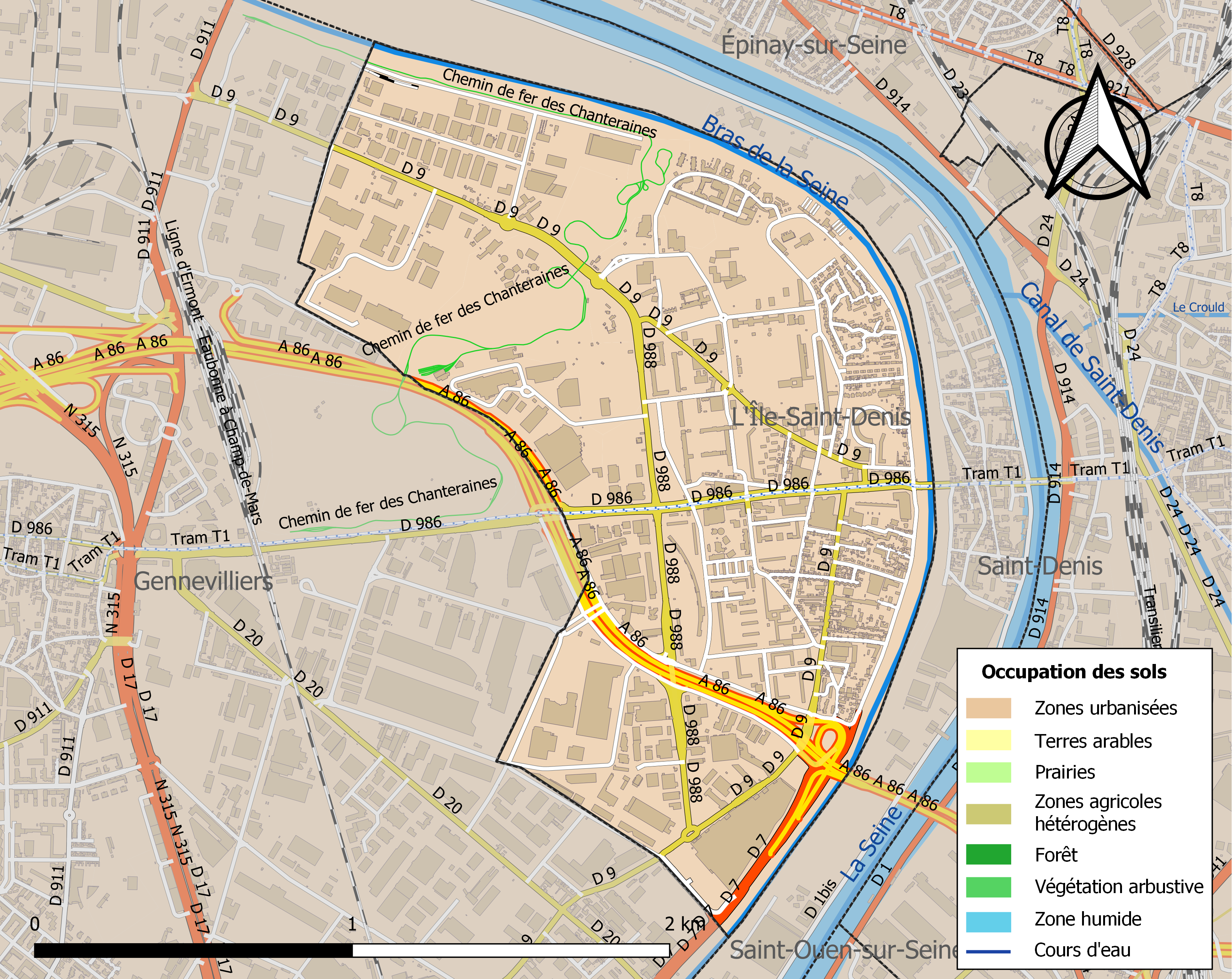
拉加雷讷新城土地利用情况地图

拉加雷讷新城是巴黎北部的一个近郊卫星城。截止2022年10月，拉加雷讷新城市镇范围内共有各类用人单位（包含自雇）3,078家，平均历史为11年，其中97.92%为中小型企业（PME），2022年9月至11月间，当地的经济活力指数为0.42%。（医疗器械销售）、（航天）及（制药）是当地2021年营业额最高的三个企业，分别为59,678,819欧元、55,037,293欧元和37,479,563欧元。

## 财政与居民收入
2020年，拉加雷讷新城的财政收入总额为57,753,100欧元，财政支出总额为52,935,800欧元，当年的债务总额为33,847,400欧元。2021年，拉加雷讷新城市镇共获得7,299,033欧元的国家财政补助，比上一年增加了0.26%。
2020年，拉加雷讷新城的人均月收入总额为2,170欧元，其中高级职员为3,739欧元，低于法国平均水平（4,230欧元）；中级职员为2,348欧元，低于法国平均水平（2,411欧元）；普通职员为1,767欧元，高于法国平均水平（1,740欧元）。
2019年，拉加雷讷新城境内的青壮年（15至64岁）失业率为18.5%，当地39.5%的家庭拥有纳税资格，平均纳税2,638欧元，低于法国平均水平（3,910欧元）。

## 社会事务

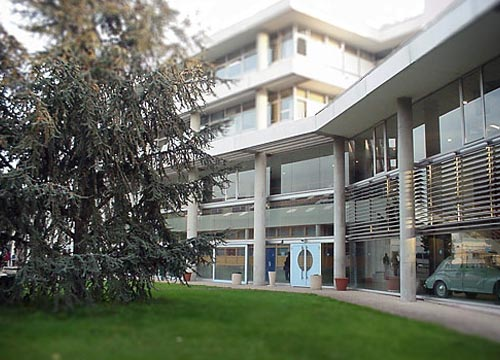
夏勒·佩蒂耶高级中学

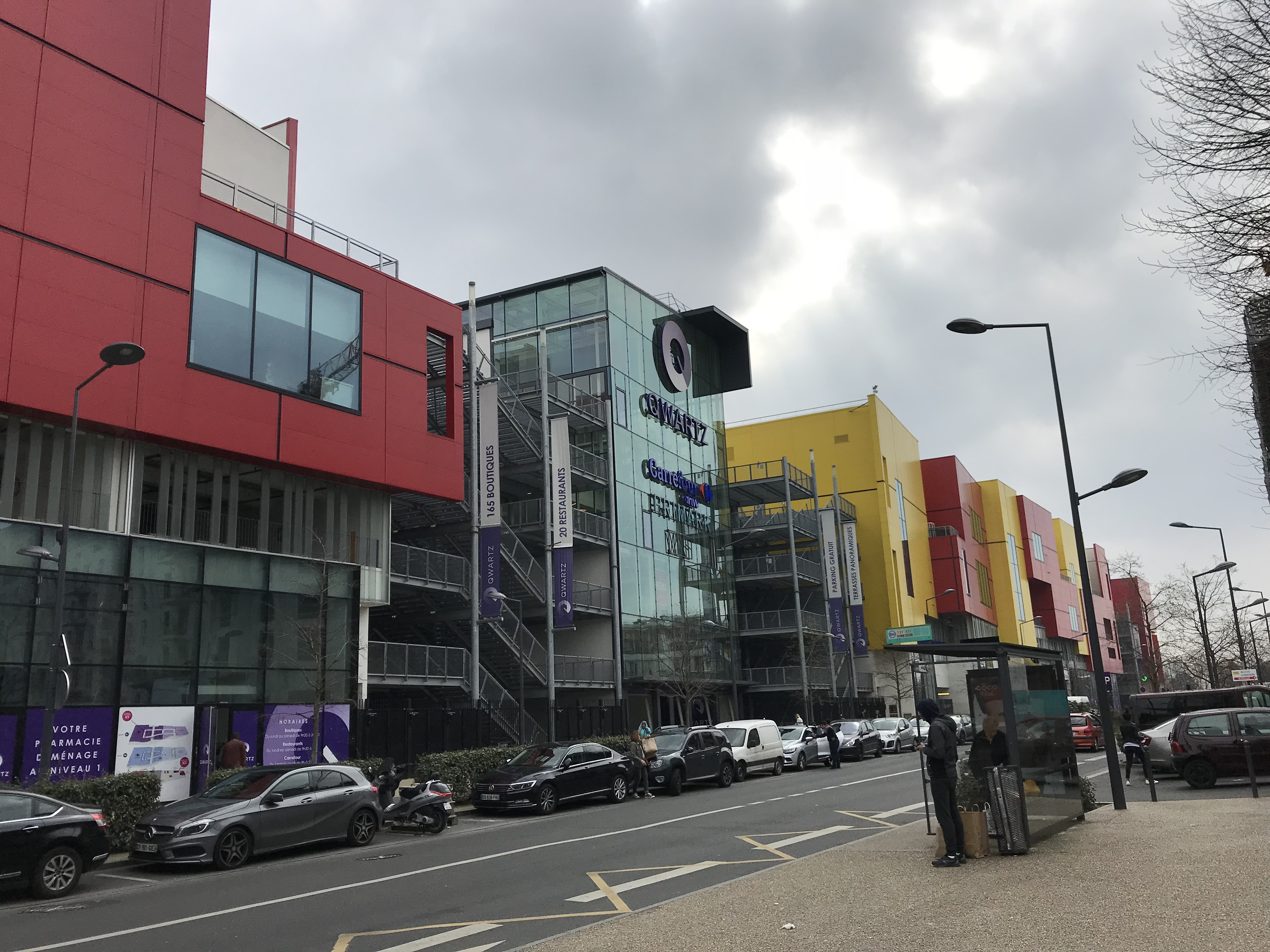
石英商业中心外景

### 教育
拉加雷讷新城属于凡尔赛学区。截止2021年1月1日，拉加雷讷新城境内共有7所幼儿园、6所小学、2所初级中学、2所普通高中，其中1所高中开设有大学校预科班。2018至2019学年度，拉加雷讷新城境内共有在校中等教育阶段学生2,313名。

### 医疗
截止2021年1月1日，拉加雷讷新城境内共有全科医生11名、保健师5名、牙医13名、护士13名、眼科医生1名、助产士2名和妇科医生1名。境内共有药房7家、残疾人帮扶中心3家。
博容医院是法国的一个区域性医疗机构，也是巴黎公共医疗集团成员，其主病区位于克利希，距离拉加雷讷新城市区的正常车程在15分钟以内，该院设有床位394个，是当地规模最大的公立综合性医院。
北部92医院（Hôpital Nord 92）是一家私立医院，位于拉加雷讷新城市区。

### 住房
2019年，拉加雷讷新城境内共有各类住房9,850套，其中6.9%为独立式居民区，92.6%为集中式居民区。常住房屋占拉加雷讷新城市镇范围内居民建筑总量的93.1%。
在住房保障政策方面，2021年，拉加雷讷新城境内共有2,944户家庭获得了住房经济补助，受益人数占总人口数量的12.2%，其中2,849份为房租补助。

### 商业
2021年，拉加雷讷新城境内共有各类实体商铺415家，其中餐厅74家、大型超市5家、杂货店10家、面包房13家、肉铺4家、书店1家、装饰品店1家、银行门店4家、美容美发店19家、汽车维修店18家。
石英商业中心开业于2014年4月9日，位于拉加雷讷新城南部，是境内最大的商业中心，包括家乐福和普利马克在内的122家企业入驻于此。此外，市中心附近也集中了一些商业设施，可满足当地居民的日常生活需求。

### 体育
2021年，拉加雷讷新城境内共有1家游泳池、5间体育馆、1座综合体育场、8处网球场、1处马术场、3处足球或橄榄球场以及4处篮球或排球场。
拉加雷讷新城境内有多个体育俱乐部，此外大部分学校也有自己的球队：
- 友谊俱乐部（Amicale de Villeneuve-la-Garenne），下含包括足球、篮球、布列塔尼球、自行车、棒球、瑜伽等多个体育项目。
- 五人制足球俱乐部（Association Sportive Futsal）
- 新城拳击俱乐部（Kc Boxing Villeneuve 92）
- 松涛馆空手道俱乐部（Shotokan Karaté Club de Villeneuve-la-Garenne）

截至2022年10月，拉加雷讷新城境内共有三家注册足球俱乐部。拉加雷讷新城友谊俱乐部（AM Villeneuve la garenne，编号500638）是当地的代表性足球队，其主队2022至2023赛季参加法兰西岛大区足球联赛丙组（法国第八级别），其主场为加斯东·布扬球场（Stade Gaston Bouillant）。

### 环境
拉加雷讷新城的环境事务由其所属的大巴黎都会区和北部塞纳河湾公共土地管理局联合各级政府协调负责。2021年，拉加雷讷新城境内共有七家污染性企业，均为土地类污染，主要污染物为碳氢化合物、铅和多氯联苯等。

### 治安
2020年，拉加雷讷新城累计记录各类案件2,350起，其中盗窃类案件1,355起，经济类案件166起，毒品交易类案件185起。

## 文化

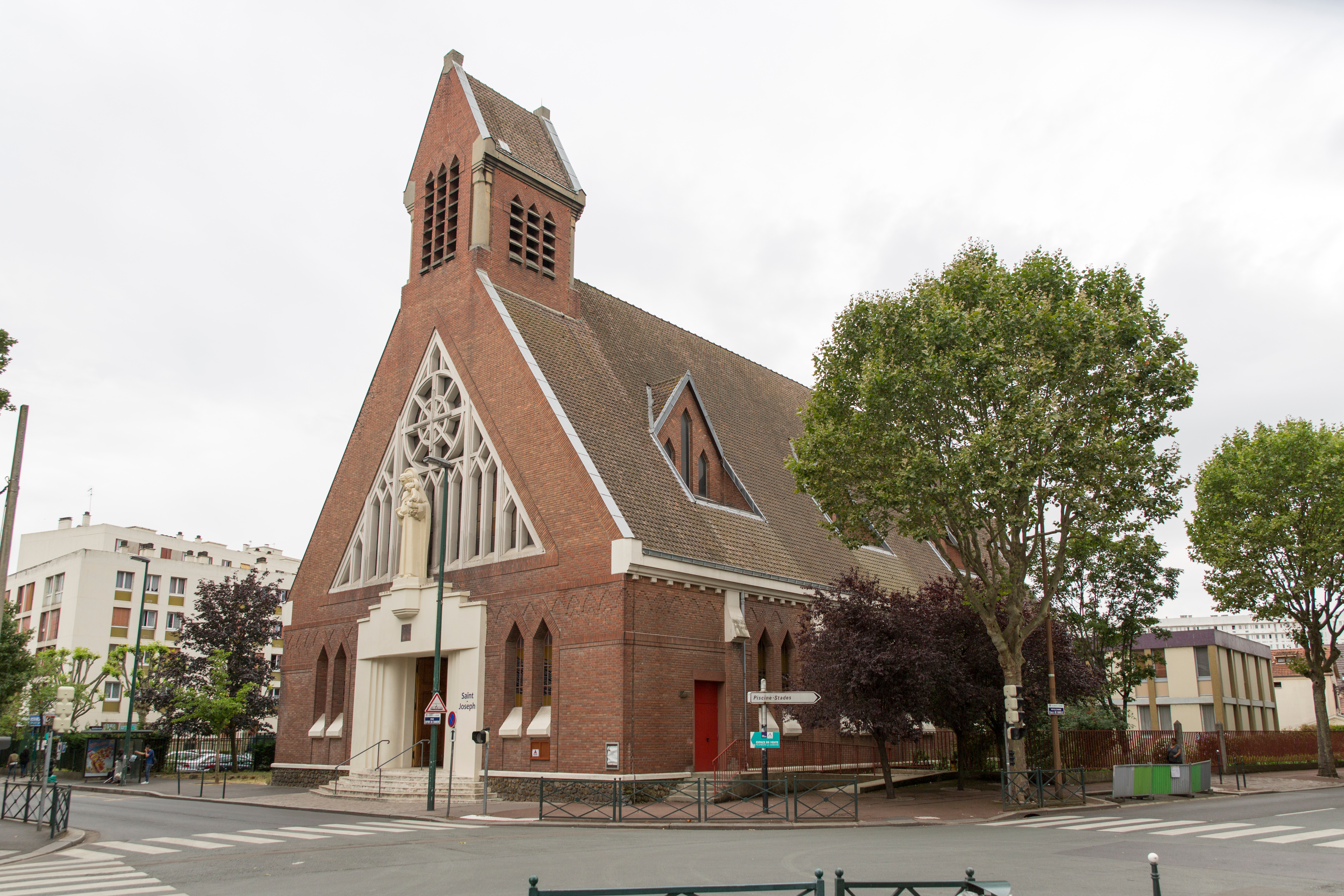
拉加雷讷新城圣约瑟夫教堂

2021年，拉加雷讷新城境内共有2家电影院和1家博物馆。巴黎木偶剧场位于拉加雷讷新城境内，是巴黎地区重要木偶戏演出地。Mégarama建成于1996年，于2011年完成了数字化改造，现为拉加雷讷新城境内最大的电影院，拥有18个影厅。马克斯·瑞克利耶文化活动中心（Centre culturel Max-Juclier）位于拉加雷讷新城市区内，是当地重要的文化活动中心。拉加雷讷新城市政府提供艾梅·塞赛尔市立图书馆（Bibliothèque municipale Aimé-Cesaire），位于市区中部，除法定节假日外全年向公众开放。

### 建筑
拉加雷讷新城境内有多处历史建筑，其中圣约瑟夫教堂为法国国家文物保护单位。拉加雷讷新城大清真寺位于市区南部，于2015年建成，是当地主要的伊斯兰文化活动中心。

### 旅游
拉加雷讷新城的旅游事务由其所属的大巴黎都会区和北部塞纳河湾公共土地管理局负责。2022年，拉加雷讷新城境内共有1家酒店共计59间房间。

### 媒体
法国主要的媒体均可在拉加雷讷新城接收，法国电视三台下属的法兰西岛大区频道在部分时段播出拉加雷讷新城所属的上塞纳省的地方新闻。《巴黎人报》、蓝色法兰西巴黎广播、BFM电视台法兰西岛频道等是当地主要的地方性媒体。

### 绘画作品
法国英裔画家阿尔弗雷德·西斯莱曾长期生活于拉加雷讷新城，其多幅作品取材于拉加雷讷新城，包括《拉加雷讷新城桥》（Le pont de Villeneuve-la-Garenne）和《拉加雷讷新城》（Villeneuve-la-Garenne）。

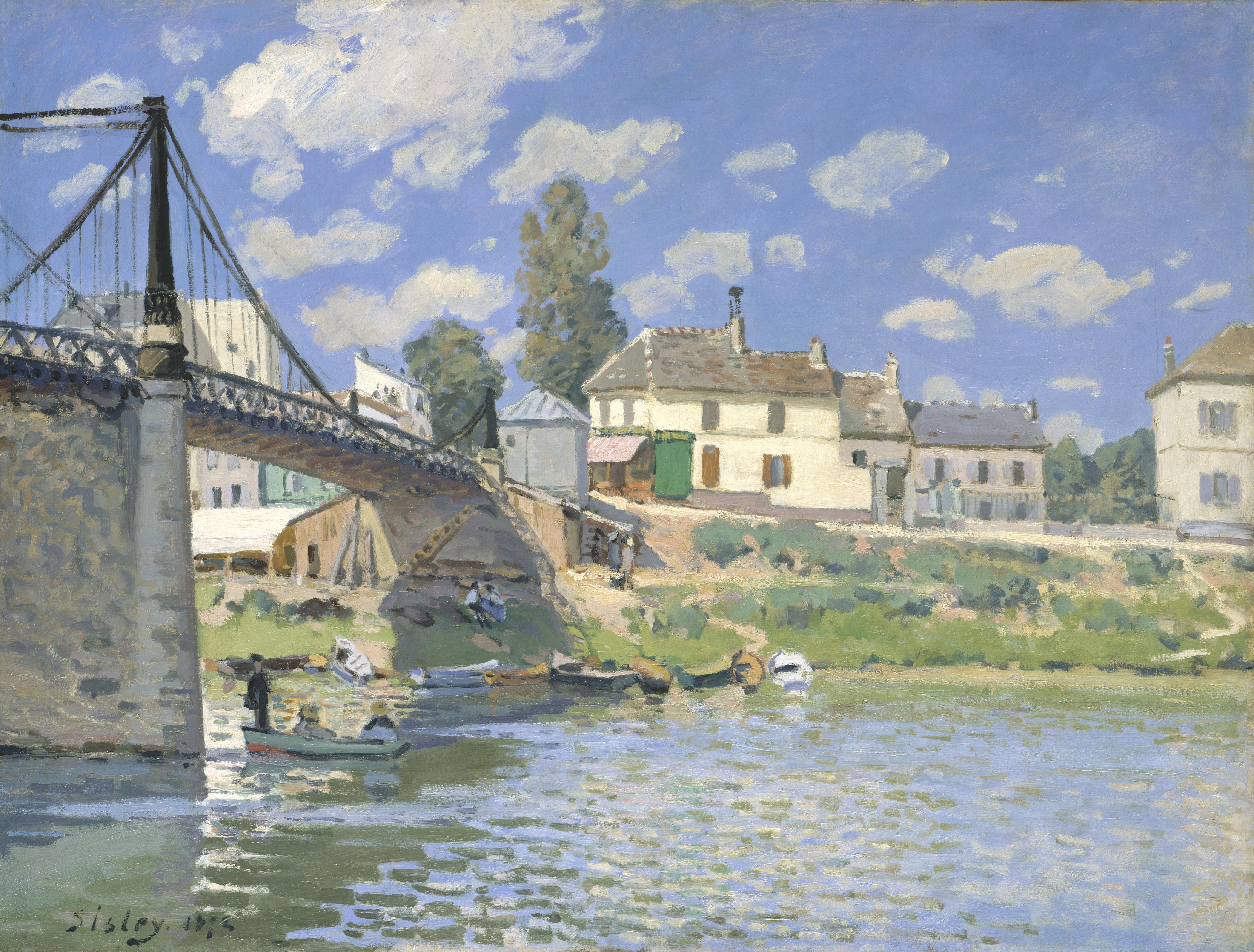
拉加雷讷新城桥（Le pont de Villeneuve-la-Garenne）
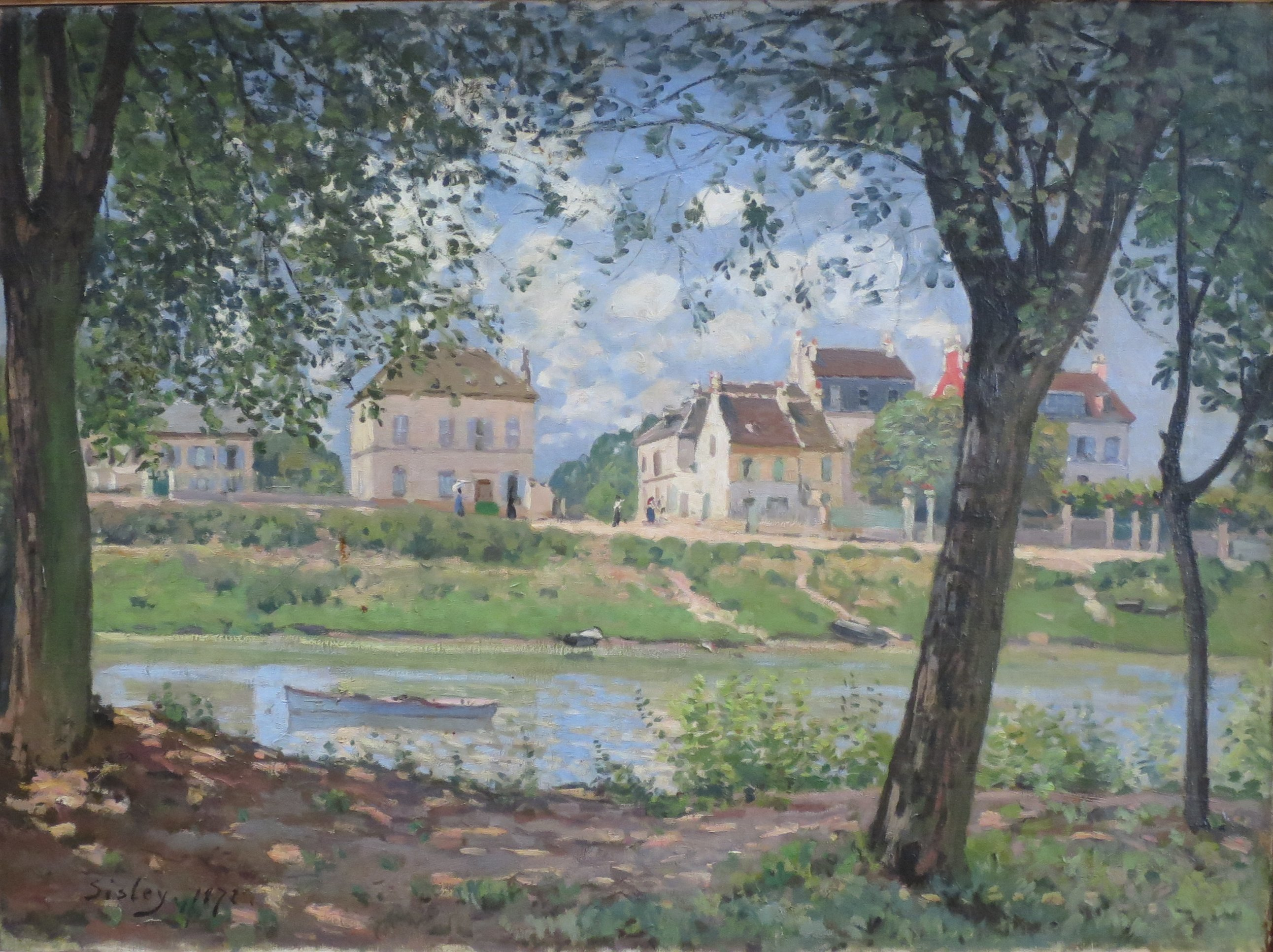
拉加雷讷新城（Villeneuve-la-Garenne）

## 友好城市
截至2022年10月，拉加雷讷新城共与一座城市互为友好城市关系：
- 德国 霍夫（1980年）